# 야쓰미역
야쓰미역(일본어: 八積駅, やつみえき)은 일본 지바현 조세이군 조세이촌에 있는 동일본 여객철도의 철도역이다.

## 역 구조
상대식 2면 2선 구조의 지상역이다. 두 승강장은 과선교로 이어져 있다. 모바라역이 관리하며, 역 업무는 JR 지바 철도 서비스가 대신 하고 있다. 간이 개찰기에서 스이카 및 제휴 교통카드의 사용이 가능하다. 역사는 조세이 촌 공동체 센터도 겸하고 있다.

### 승강장
| 1 | ■ 소토보 선 | 가즈사이치노미야 · 오하라 · 가쓰우라 · 아와카모가와 방면 |
| 2 | ■ 소토보 선 | 모바라 · 오아미 · 소가 · 지바 방면                       |

## 역세권 정보
- 조세이촌사무소 (촌역장)

## 역사
- 1898년 3월 25일 : 보소 철도의 역으로 개업했다. 당시 역이름은 "이와누마"였다.
- 1907년 9월 1일 : 국유화에 따라 일본국유철도 소속이 되었다.
- 1915년 3월 11일 : 지금의 "야쓰미"로 이름을 바꾸었다.
- 1987년 4월 1일 : 민영화에 따라 동일본 여객철도의 소속이 되었다.
- 2004년 10월 16일 - 스이카의 사용이 개시되었다.

## 인접역
| 동일본 여객철도 소토보 선 | 동일본 여객철도 소토보 선 | 동일본 여객철도 소토보 선          |
| ------------------------- | ------------------------- | ---------------------------------- |
| 모바라 지바 방면          | ■ 소토보 선               | 가즈사이치노미야 아와카모가와 방면 |